# Sn-glicerolo-3-fosfato 1-galattosiltransferasi
La sn-glicerolo-3-fosfato 1-galattosiltransferasi è un enzima appartenente alla classe delle transferasi, che catalizza la seguente reazione:
UDP-galattosio + sn-glicerolo 3-fosfato ⇄ UDP + α-D-galattosil-(1,1′)-sn-glicerolo 3-fosfato
Il prodotto viene idrolizzato da una fosfatasi a isofloridoside, che è coinvolto nella osmoregolazione (cf. sn-glicerolo-3-fosfato 2-alfa-galattosiltransferasi (numero EC 2.4.1.137).